# Darm
Der Darm (lateinisch Intestinum, altgriechisch ἔντερον enteron; auch Gedärm genannt), Mehrzahl Därme, ist der wichtigste Teil des Verdauungstraktes von höheren vielzelligen Tieren einschließlich des Menschen. Er erstreckt sich vom Magenpförtner bis zum After, davor liegen der Magen, die Speiseröhre und die Mundhöhle. Der Darm ist beim erwachsenen Menschen etwa 5½ bis 7½ Meter lang und besitzt wegen der feinen Darmzotten eine Oberfläche von etwa 32 m². Die Gesamtheit der Mikroorganismen im Darm ist die Darmflora.

## Relative Darmlänge
Die Darmlänge im Verhältnis zur Körperlänge einer Tierart ist von mehreren Faktoren abhängig. Von Bedeutung sind unter anderem gruppenspezifische und phylogenetische Faktoren, wie weit die Nahrung im Magen aufbereitet wird, der Nahrungsbedarf, die absolute Körpergröße sowie Unterschiede in der chemischen Zusammensetzung der Verdauungssäfte und in der Resorptionsfähigkeit. Dabei ist die Darmlänge gruppenspezifisch in relativ engen Grenzen vorgegeben und weist nur eine geringe Modifizierbarkeit auf.
Zwar bestehen Zusammenhänge zwischen Ernährungsart und Morphologie des Darmkanals; die weitverbreitete Meinung, dass es auch einen unmittelbaren Zusammenhang zwischen Ernährungsart und Darmlänge gäbe, ist jedoch unhaltbar, ebenso wie die Faustregel, nach der Fleischfresser kurze und Pflanzenfresser lange Därme besäßen. Diese Faustregel trifft nur zu, wenn Haustiere wie Hund, Katze, Schaf, Rind oder Kaninchen betrachtet werden; sie trifft jedoch bereits nicht mehr zu, wenn weitere Säugetiere miteinander verglichen werden. So besitzen beispielsweise die Fleisch fressenden Robben außerordentlich lange Därme, die ausschließlich Blätter fressenden Faultiere dagegen sehr kurze Därme, und auch der sich im Wesentlichen von Bambusschösslingen ernährende Große Panda weist einen deutlich kürzeren Darm auf als andere Bären.

## Unterteilung des Darmes
Der Darm ist unterteilt in den

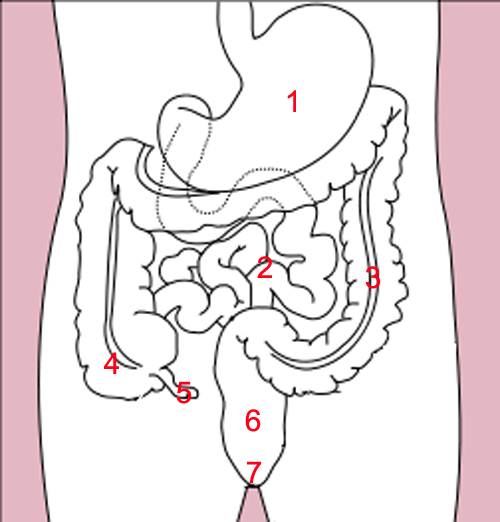
1 = Magen
2 = Dünndarm
3 = absteigender Teil des Dickdarms
4 = aufsteigender Teil des Dickdarms
5 = Wurmfortsatz
6 = Mastdarm
7 = After

- Dünndarm (lateinisch Intestinum tenue), bestehend aus
  - Zwölffingerdarm (Duodenum) und
  - Gekrösedarm, bestehend aus
    - Leerdarm (Jejunum) und
    - Krummdarm (Ileum),
- sowie den Dickdarm (Intestinum crassum), bestehend aus
  - Blinddarm (Caecum) mit dem Wurmfortsatz (lat. Appendix vermiformis, umgangssprachlich fälschlich als „Blinddarm“ bezeichnet), und
  - Grimmdarm (griechisch-lateinisch Colon) mit aufsteigendem (Colon ascendens), querverlaufendem (Colon transversum), absteigendem (Colon descendens) und S-förmig verlaufendem (Colon sigmoideum, genannt auch Sigma) Teil,
- und den Mastdarm (Rectum), auch als Enddarm bezeichnet, bestehend aus
  - Pars ampullaris und Analkanal (Canalis analis).[3]

Auf den Mastdarm folgt der After (lateinisch Anus), der aber feingeweblich kein Darmbestandteil im engeren Sinne ist, da er von äußerer Haut und nicht von Schleimhaut ausgekleidet ist. Der After bildet mit dem endständigen Venengeflecht des Mastdarmes und dem inneren und äußeren Schließmuskel zusammen das Kontinenzorgan.

## Funktionen des Darms
- Übersicht zu den Interaktionen im Darm[4]
- Verdauung und Nährstoffresorption
- Regulation des Wasserhaushaltes
- Ausbildung eines Großteils der Abwehrzellen des Immunsystems
- Produktion von Hormonen und Botenstoffen

## Darmwand
Die Darmwand zeigt den typischen dreischichtigen Aufbau eines häutig-muskulösen Schlauches. Der Innenraum wird durch eine Schleimhaut (Mukosa) ausgekleidet. Ihr liegt außen eine zweischichtige Tunica muscularis (viszerale Muskulatur) an, die aus einer inneren Ring- und äußeren Längsmuskelschicht besteht. Zwischen Mukosa und Muskelschicht befindet sich der Plexus submucosus, zwischen den beiden Muskelschichten der Plexus myentericus – beides Anteile des darmeigenen Nervensystems. Außen grenzt – je nach Lage des Darmabschnitts – entweder eine Tunica serosa oder eine Tunica adventitia das Organ ab.

## Untersuchungsmöglichkeiten des Darmes
Der Darm ist zum Teil abtastbar und abhörbar. Weitergehende diagnostische Möglichkeiten bieten die Ultraschalluntersuchung (Sonografie), Kontrastmitteluntersuchungen, Darmspiegelung (Koloskopie) und Computertomografie (CT) bzw. Magnetresonanztomografie (MRT). Zusätzlich kann durch eine zu schluckende Endokapsel mit Funk-Minikamera(s) der Dünndarm und auch der Dickdarm untersucht werden.
Weitere diagnostische Hinweise bietet die Untersuchung des Stuhlgangs, Gewebeprobenentnahme und Blutuntersuchung.

## Trivialnamen
In der Jägersprache werden Weiddarm (insbesondere der Mastdarm), Harnblase und innere Geschlechtsorgane als kleines Gescheide bezeichnet.

## Darmkrankheiten und -störungen
Die allgemeine Bezeichnung für eine Krankheit des Darmes ist Enteropathie.
- Fehlbesiedelung des Dünn- oder Dickdarms
- Reizdarm
- Befall mit Darmparasiten
- Chronisch-entzündliche Darmerkrankungen
  - Morbus Crohn
  - Colitis ulcerosa
- Nahrungsmittel-Intoleranzen
  - Laktoseintoleranz
  - Fruktosemalabsorption
  - Nahrungsmittel-Intoleranz
  - Zöliakie
- Blähungen (Flatulenz)
- Verstopfung (Obstipation) und Darmträgheit
- Durchfall (Diarrhoe)
- Familiäre adenomatöse Polyposis (FAP)
- Hermansky-Pudlak-Syndrom
- Darmtumoren wie Polypen (zum Beispiel Familiäre adenomatöse Polyposis), bösartige Tumoren wie kolorektales Karzinom

Diese Liste versteht sich ohne Anspruch auf Vollständigkeit.
- Darmverengung bis zum Darmverschluss
- Darmverletzungen wie die Darmperforation
- Darmgeschwüre